# Juryj Malejeu
Juryj Iwanawicz Malejeu (biał. Юрый Іванавіч Малееў, ros. Юрий Иванович Малеев, Jurij Iwanowicz Malejew, ur. 20 marca 1968 w Bychowie, Białoruska SRR) – białoruski piłkarz występujący na pozycji pomocnika, reprezentant Białorusi w latach 1995–1996, trener piłkarski.

## Kariera klubowa
W czasie swojej kariery występował w klubach białoruskich: Dniapro Mohylew, Dynamie Mińsk, Dynamie Brześć, Atace-Aurze Mińsk, MPKC Mozyrz, Tarpedzie Mińsk, Tarpedzie Żodzino oraz w polskim klubie Zawisza Bydgoszcz.
Jako gracz MPKC Mozyrz wywalczył w sezonie 1996 mistrzostwo oraz Puchar Białorusi.

## Kariera reprezentacyjna
12 listopada 1995 zadebiutował w reprezentacji Białorusi w wygranym 2:0 towarzyskim meczu przeciwko Malcie. Ogółem w latach 1995–1996 rozegrał 9 spotkań w drużynie narodowej, nie zdobył w niż żadnej bramki.

## Kariera trenerska
Od 2016 roku prowadzi żeńską sekcję klubu FK Mińsk.

## Sukcesy
MPKC Mozyrz
- mistrzostwo Białorusi (1): 1996
- Puchar Białorusi (1): 1996